# Décembre 1859
Cette page présente les faits marquants du mois de décembre 1859.

## Événements

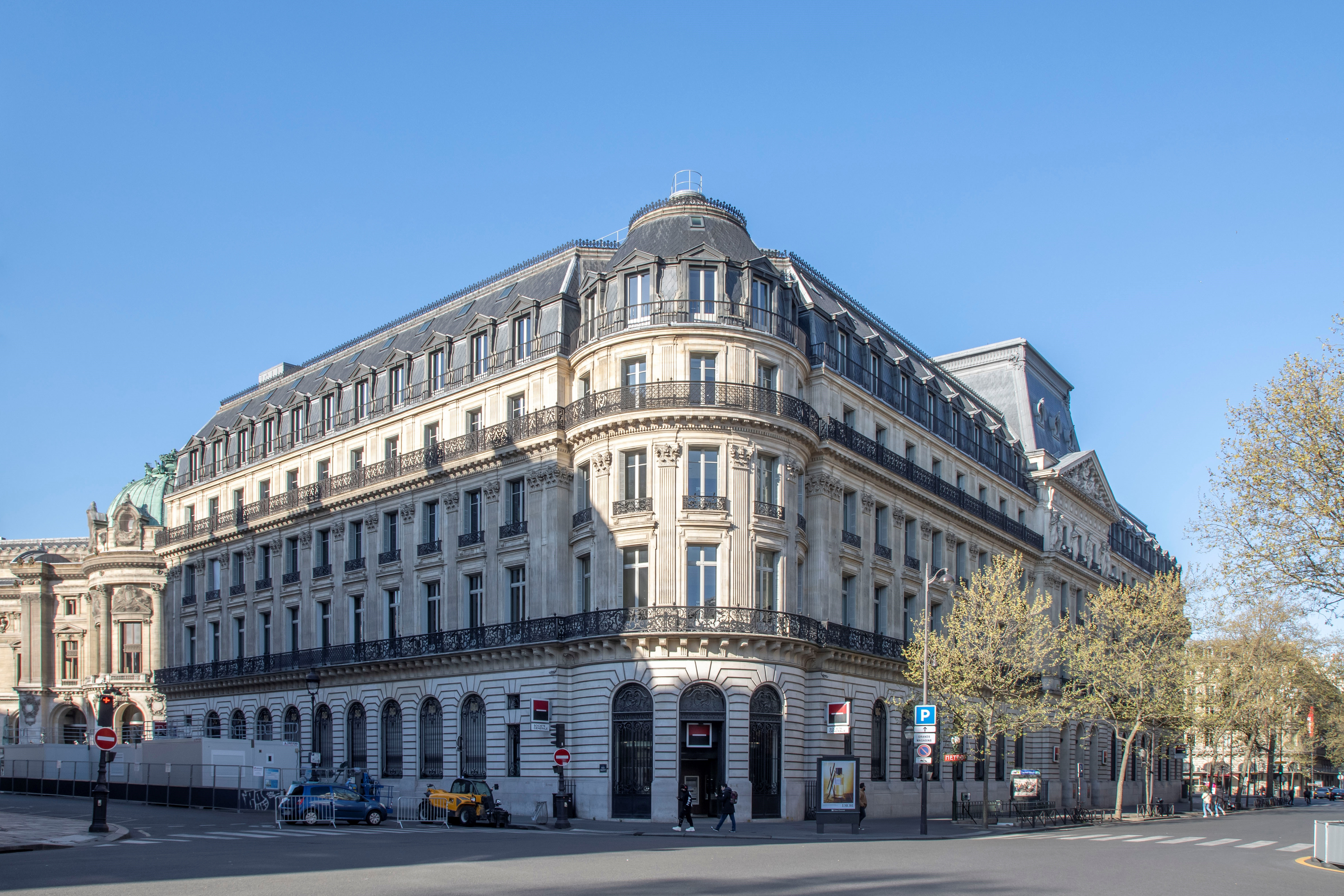
La Société générale à Paris

- France : création de la Société générale.

- 2 décembre : John Brown est pendu par l’État de Virginie avec la complicité des autorités fédérales pour avoir tenté de fomenter une révolte générale des esclaves du Sud.
- 12 décembre : première parution du journal lyonnais Le Progrès.
- 16 - 17 décembre : incendie du château de Frederiksborg (Danemark). Il est restauré en grande partie grâce au mécénat de la Fondation Carlsberg et devient un musée de l’histoire du Danemark.

## Naissances
- 2 décembre Georges Seurat, peintre français († 29 mars 1891).
- 15 décembre : Louis-Lazare Zamenhof, médecin ophtalmologue polonais, initiateur de l'espéranto († 14 avril 1917).
- 9 décembre : Antoine Degert, religieux, écrivain et enseignant français († 7 mars 1931)

## Décès
- 8 décembre : Thomas de Quincey, écrivain britannique.
- 10 décembre : Thomas Nuttall, botaniste et ornithologue américain (° 1786)
- 15 décembre : Valentin Zwierkowski, officier polonais (° 20 février 1788).